# Липси (Гребен)
Липси (грч. Λείψι) је насељено место у општини Гребен у периферији Западна Македонија, Грчка. Према попису из 2021. године било је 25 становника.
Насеље је на попису из 1913. године имало 100 житеља Грка.